# Holes in the Floor of Heaven
«Holes in the Floor of Heaven» — песня американского кантри-певца Стива Уоринера, вышедшая в качестве 1-го сингла с его одиннадцатого студийного альбома Burnin' the Roadhouse Down (1998). Авторами песни выступили Billy Kirsch и Steve Wariner.
Песня получила награду Академии кантри-музыки ACM Awards в престижной категории «Лучшая песня года» (Song of the Year).

## Награды и номинации
Источник:
| Награда    | Категория                              | Результат |
| ---------- | -------------------------------------- | --------- |
| ACM Awards | Песня года (Song of the Year)          | Победа    |
| ACM Awards | Сингл года (Single Record of the Year) | Номинация |
| ACM Awards | Сингл года (Video of the Year)         | Номинация |
| CMA Awards | Песня года (Song of the Year)          | Победа    |
| CMA Awards | Сингл года (Single of the Year)        | Победа    |

## Чарты

### Еженедельные чарты
| Чарт (1998)                       | Высшая позиция |
| --------------------------------- | -------------- |
| Canada Country Tracks (RPM)       | 2              |
| США (Billboard Hot Country Songs) | 2              |

### Итоговые годовые чарты
| Чарт (1998)                  | Позиция |
| ---------------------------- | ------- |
| Canada Country Tracks (RPM)  | 54      |
| US Country Songs (Billboard) | 23      |